# Nová Buková
Nová Buková település Csehországban, a Pelhřimovi járásban. Nová Buková Dobrá Voda, Nový Rychnov, Horní Cerekev, Černov és Pelhřimov településekkel határos. Lakosainak száma 116 fő (2024. január 1.).

## Népesség
A település lakosságának változását az alábbi diagram mutatja:
| Lakosok száma | 302  | 258  | 287  | 153  | 114  | 96   | 100  | 101  | 129  | 116  |
|               | 1869 | 1900 | 1921 | 1961 | 1980 | 2011 | 2016 | 2019 | 2021 | 2024 |